# Édouard Frain de la Gaulayrie
Édouard Frain de La Gaulayrie, né à Rennes le 10 août 1840 et mort à Vitré le 8 septembre 1921, est un historien français.

## Biographie
Descendant de la famille Frain, d'ancienne bourgeoisie de Vitré, Edouard Frain de La Gaulayrie est un érudit et historien local ayant beaucoup travaillé sur l'histoire de sa ville, où il habitait dans le manoir familial, rue de Nantes.
Il fit ses études au collège Saint-François-Xavier de Vannes (Morbihan), et devint conservateur adjoint à la bibliothèque de Vitré.
Il collabora avec Arthur Le Moyne de La Borderie, un des plus prestigieux historiens bretons, ainsi qu’avec l’abbé Paul Paris-Jallobert (auteur notamment des Anciens Registres paroissiaux et du Journal historique de Vitré).
Membre fondateur de la Société des Bibliophiles Bretons et de l’Histoire de Bretagne en 1877 , il collabora au bulletin de cette Société savante.
Il entretint une correspondance étroite avec Henry Edmund Ravenel, auteur du Ravenel Record en 1898, ouvrage de référence sur la généalogie de la famille Ravenel.
Edouard Frain de La Gaulayrie avait épousé en premières noces Marie-Berthe Le Pelletier puis Joséphine Rolland de Rengervé avec laquelle il eut six enfants, dont une nombreuse descendance jusqu'à nos jours.

## Œuvres
Il publia plus de quarante ouvrages à compte d’auteur concernant surtout Vitré à travers les âges, ses habitants, ses coutumes, son commerce international, ses seigneurs, ses institutions, etc., ainsi que des correspondances administratives locales, des études généalogiques et des poèmes, parmi lesquels on peut citer :
- Les Filles de la Sainte Vierge (Dames Budes), depuis leur fondation jusqu’à nos jours.
- Les Familles de Vitré, de 1400 à 1789, avec liste et pièces justificatives. In-12, 162 pages.
- Influence du Christianisme sur le progrès de nos mœurs, du IVe  au  XIIIe siècle. In-8°, 55 pages.
- Une terre (La Gaulayrie) et ses possesseurs catholiques et protestants, de 1200 à 1600. In-12, 232 pages.
- Mes Fleurs suivies de Jérusalem détruite (poème historique). Vitré, Ed. Lécuyer, 1898. In-16, 93 pages.
- Mœurs et Coutumes des familles bretonnes avant 1789 :
  - Tome Ier : Les Fondateurs de la chapelle Notre-Dame en l’église Saint-Léonard de Fougères (Les Lasne du Tronchay et de la Bastardière). Petit in-4° carré, 166 pages.
  - Tome II : Les Ligueurs de Mécé, Livré, Izé (Les Leziard de la Leziardière, du Chantier, de Vauhoudin, les Beziel de Livré, les Chennevière d’Izé). Petit in-4° carré, 182 pages.
  - Tome III : Les archives d’un échevin de Rennes. – 1° Miserie de Rennes pour l’année 1688, nobles gens Hirel, sieur de la Jouannelais, procureur au Présidial, et Michel Provost, marchand au dit Rennes, comptable : 2° Inventaire des effets appartenant au Général de la paroisse Saint-Étienne de Rennes ; 3° Mémorial domestique de Jean-François Beziel, advocat au Parlement de Bretagne, 1690-1728.
- Les archives d’un échevin de Vitré. -1° Tenue des États de 1756-1757, relation manuscrite signée Hardy du Rocher, -2° Rôle et répartition de la somme de soixante quinze livres, à laquelle la paroisse de Taillis a été taxée par ordonnance de Monseigneur l’Intendant du 1er octobre 1709, pour être déchargée de fournir, la présente année, un soldat de milice ; -3° Rôle et égail du fouage ordinaire à être levé sur les paroissiens contribuables de la paroisse de Taillis pour l’année 1700 ; -4° Capitation de 1722 : Rôle et répartition de la somme qui doit être payée par tous les contribuables de Taillis ; -5° Paroisse de Livré : : Rôle et répartition des fouages et tailles ordinaires et extraordinaires pour partie des années 1740-1741 ; -6° Imposition de la paroisse de Bais pour capitation, supplément de fourrages, ustensiles et casernement de troupes, habillement des milices de terre et pour la dépense annuelle des milices garde-côtes pour l’année 1775 ; -7° paroisse de Bais : fouages de 1775 ; -8° Compte de la miserie ordinaire de la ville et communauté de Vitré, années 1788-1789. Petit in-4° carré, 432 pages.
- Un Français à la cour de Pologne, le chevalier de Pyrrhis, 1657-1775, 54 pages.
- Deux chapitres de mes souvenirs. Vitré, imp. Lécuyer, 1898. In-16, 18 pages.
- Journal de Guillaume Langelier, sieur de la Martinais, écrit à Fougères de 1643 à 1650. In-12, 57 pages.
- Deux discours de Jean-Arthur de la Gibonnais, 1678. In -4° carré, 21 pages.
- Mémoire généalogique où il est fait mention de plusieurs familles établies à Vitré et paroisse environnantes aux XVe, XVIe, XVIIe et XVIIIe siècles. Petit in-4° carré, 272 pages.
- Le Tiers-État au petit Maine, avec listes et documents inédits. In-12, 110 pages.
- Correspondance administrative. 23 lettres adressées par l’intendant général de la maison de la Trémoïlle à l’advocat fiscal de la baronnie de Vitré (J. Frain de la Motte), 1696-1708. Petit in-4° carré, 89 pages.
- Appendice aux lettres précédentes. Petit in-4° carré, 56 pages.
- Les du Vauborel normands et bretons (Extrait  de la Revue historique de l’Ouest). Grand  in-8°, 121 pages.
- Les Vitréens et le commerce international (Extrait  de la Revue historique de l’Ouest). Grand  in-8°, 101 pages.
- Un rural de la baronnie de Vitré. Son journal domestique de 1634 à 1671. (Extrait  de la Revue historique de l’Ouest). Grand  in-8°, 29 pages.
- Commerce des Vitréens en Espagne, 1626-1630. In-12, 19 pages.
- Tableaux  généalogiques, notices et documents inédits au soutien du mémoire où il est fait mention de plusieurs familles établies à Vitré et paroisses environnantes, aux XVe, XVIe, XVIIe et XVIIIe siècles. Neuf fascicules in-4°, 732 pages, formant trois tomes, y compris une table alphabétique de personnes et de lieux. Vitré, imp.Lécuyer.
- Registre d’écuyer Nicolas Bouleuc, greffier de l’amirauté de Bretagne, au siège de Saint-Malo. (Extrait  de la Revue historique de l’Ouest). Grand  in-8°, 168 pages.
- Vitréenne et Malouine, Mme Bouleuc de la Villeblanche et Mme Séré de Lorvinière. Leur correspondance familiale et commerciale, 1690-1733. In-8, 100 pages.
- A la mémoire du Vitréen membre de l’Institut. Vitré, Lécuyer, 1903.
- Comptes de l’hôpital de Fougerolles 1763-1769 (Recettes).Vitré, imprimerie Ed. Lécuyer, 1904. In-8, 104 pages.
- L’abbé Paul Paris-Jallobert, 17 février 1905. Imprimerie Ed. Lécuyer, 1905. In-16, 15 pages..
- Livre de raison d’un gentilhomme verrier vicomte de Fercé (le dernier des Massari maîtres de la verrerie de Javardan 1754-1769. (Extrait du Bulletin de l’Association Bretonne), Saint-Brieuc, René Prud’homme, 1905. In-8, 24 pages.
- Une paroisse du Vitréais. 1100-1904. Vitré. Imprimerie Gilles et Cie, 1905, 96 pages.
- Cent ans de vie Vitréenne. Vitré, Gilles et Cie, 1907, 252  pages.
- Entre la Martinique et Vitré, 1697-1824. Voir le Journal de Vitré, 1907-1908.
- Épinay en Champeaux, sa splendeur au XVIe  siècle, son état de ruine au XVIIIe , sa restauration de nos jours. Vitré, Gilles et Cie, 1908, 142  pages.
- Manoir et Sieurs de Landavran, 1000-1909. Journal de Vitré, 1909.
- Aux Rochers et autour des Rochers, Vitré, Gilles et Cie, 1909, 186  pages.
- Des Chouans ! Vitré, Gilles et Cie, 1911, 36  pages.
- Vieux Faubourgs. Vieilles Rues. Vieux Logis. Vieux Remparts. Vieilles Gens. (le couvent du Rosaire. Cohigné. Les Faubourgs Saint-Gilles et  Saint-Martin. De la Porte d’En-Haut au Château. Nos Remparts en 1705. Epilogue). Vitré, Gilles et Cie, 215  pages.
- Mosaïques Vitréennes, Cire et émaux de Limoges, L'hôtel Hardy, ses possesseurs, ses hôtes, La marquise de Bizien du Lézard, François-René de Chateaubriand et ses ancêtres vitréens. Imprimerie Ed. Lécuyer, 1917.
- Mosaïques Vitréennes, deuxième série: Jeanne de France et l'ordre de l'Annonciation, Régistres et livres calvinistes, Le champ de la Bénédiction, Fidèles serviteurs de sainte Anne en Plumeret et au pays de Vitré. Imprimerie Ed. Lécuyer, 1918.
- Mosaïques Vitréennes, troisième série: Les noms de famille, En la bonne compagnie des auteurs consultés par les vitréens d'antan et ceux d'aujourd'hui. Imprimerie Ed. Lécuyer, 1919.
- Mosaïques Vitréennes, quatrième série: Ministres huguenots à Vitré aux XVIe et XVIIe siècles, Les alliés normands et lavallois du vitréen Jean de Gennes, Les évêques de Rennes et les vitréens, Comment Moucheron, Pioger, Maunoir se rencontrent en nos annales, La Bretagne province, A propos d'hagiographie. Imprimerie Ed. Lécuyer, 1920.
- Mosaïques Vitréennes, cinquième série: Nos Ravenel, leur chartrier du manoir de Monterfil et ses diverses fortunes 1400-1699, suivi de : Les Moines, ce que nous leur devons en Bretagne, en Vitréais. Imprimerie Ed. Lécuyer, 1920.
- liste non exhaustive, à compléter.

Son œuvre, quoique très peu diffusée, est très prisée de tous ceux qui font des recherches sur la Bretagne en général et sur Vitré et sa région en particulier.
L’intégralité de ses écrits est consultable à la médiathèque de Vitré.
5 de ses ouvrages, dont les 3 premiers fascicules (9 fascicules au total) de ses Tableaux généalogiques sur les familles de Vitré, sont numérisés et accessibles sur le site de la BNF, où figure par ailleurs la liste de ses publications ; .

## Commentaires
- Son portrait, œuvre du peintre vitréen Raoul David, figure parmi les possessions du musée de Vitré. FRAIN DE LA GAULAYRIE EDOUARD
- Une rue de Vitré porte son nom (En hommage posthume, suite délibération du Conseil Municipal de Vitré, du xx février 1938)[3].

## Fonds d'archives - Publications et recherches liées à ce fonds
Les archives personnelles d'Édouard Frain et celles de la famille Frain (du XVIe au XIXe siècle) ont été déposées en 1986 par son petit-fils Christian Frain de la Gaulayrie aux Archives Départementales d'Ille-et-Vilaine (côte 40J).
Le 29 mai 2015, à l'initiative de son arrière petit-fils, ce fonds rejoint les Archives municipales de Vitré , augmenté d'un important fonds relatif à la Confrérie des Marchands d'Outre-Mer, laquelle commerçait dans le monde entier dès le XVe siècle, exportant la toile de chanvre, ou "canevas", produite en pays de Vitré, et autres marchandises frappées de "Marques de Marchands".
Ce fonds a donné lieu à des recherches et des travaux universitaires, parmi lesquels:
- Christiane Frain de la Gaulayrie Les marques des marchands d'outre-mer de Vitré, Bulletin et mémoires de la SADIV, Rennes 1986.
- Nadine Sorin Les Frain de la Motte (1688-An III), Mémoire de maîtrise sous la direction de M. André Lespagnol, Université de Haute Bretagne, 1988-1989.
- Gwénolé Le Goué-Sinquin les marchands de toile de Vitré, (1550-1600) aspects économiques, sociaux, culturels CERHIO, Université de Rennes 2
- Gwénolé Le Goué-Sinquin les marchands toiliers Vitréens dans leur ville, dans la deuxième moitié du XVIe siècle: quelques pistes nouvelles, SAHIV Bulletin et mémoires, Rennes tome CXV-2011.

## Famille
La famille Frainfait partie des familles subsistantes d'ancienne bourgeoisie française, originaire de Vitré, en Ille-et-Vilaine.